# Villafranca de los Barros
Villafranca de los Barros là một đô thị trong tỉnh Badajoz, Extremadura, Tây Ban Nha. Dân số 12.894 người và diện tích là 105 km².